# Зденка Подкапова
Зде́нка Подка́пова (чеськ. Zdenka Podkapová; нар. 6 серпня 1977 року; Брно, Чехословаччина) — чеська фотомодель, порноакторка та колишня гімнастка.

## Біографія
З дитинства почала займатися художньою гімнастикою. Протягом 5 років входила до складу чеської збірної з художньої гімнастики. На початку 1990-х виграла юнацьку першість з художньої гімнастики та стала чемпіонкою країни.
У 18 років йде зі спорту. У 1996 році бере участь у своїй першій фотосесії на Канарських островах. У 1998 році її фотографії вперше публікують у США.
З цього моменту починає багато зніматися для чоловічих журналів. У 2001 році стала «Кішечкою року» журналу «Penthouse». Знімається у фільмах для журналу. Після цього з'являється на обкладинках журналів «Perfect 10», «Perfection», «Esquire», «QUO», «Ironman», «Front» і «Maxim».
Бере участь у відвертих фотосесіях і порнофільмах так званого «м'якого порно» (англ. soft porno), тобто на екрані та фотографіях немає статевих актів з її участю.

## Фільмографія
- 2000 — «Вибори дівчини року в Пентхауз 2001» (англ. «Penthouse Pet of the Year Play-Off 2001»)
- 2000 — «Таємничий Париж» (англ. «Secret Paris»)
- 2000 — «Конкурс гарячих тіл» (англ. «Hot Body Competition: Ultimate Thong-a-thon»)
- 2000 — «Декаданс» (англ. «Decadence»)
- 2001 — «Конкурс гарячих тіл: Найгарячіші дівчата року» (англ. «Hot Body Competition: Hotties of the Year»)
- 2002 — «Дівчини травня» (матеріал зйомок) (англ. «May Girls of IVOLT»)
- 2004 — «Справжні гарячі груди 7: супер розмір» (англ. « Truly Nice Tits 7: Super Sized»)
- 2005 — «Зденка та друзі» (англ. «Zdenka & Friends»)
- 2006 — «Найгарячіші жінки Землі» (англ. The Hottest Women on Earth)